# ミニット・バイ・ミニット (アルバム)
『ミニット・バイ・ミニット』 (Minute by Minute) は、アメリカのポップ・ロック・バンド、ドゥービー・ブラザーズが1978年12月1日に発表した8枚目のオリジナル・スタジオ・アルバム。
マイケル・マクドナルド加入後3枚目のアルバムで、彼ら最大のヒット曲であるグラミー賞受賞曲「ホワット・ア・フール・ビリーヴス」 (What a Fool Believes) を収録している。

## 概要
1975年のマイケル・マクドナルド加入以来推し進めてきた、都会的なAOR路線の集大成ともいえる作品で、再結成後も含め現在までで最も大きな商業的成功、評価を獲得したアルバムである。プロデュースはテッド・テンプルマン、エンジニアはドン・ランディー。1978年にノースハリウッドのワーナーブラーズ・スタジオでレコーディングされた。
1979年4月7日から4月20日、および4月28日から5月18日にかけてビルボード・アルバムチャートのトップにランクされた。収録曲の「ホワット・ア・フール・ビリーヴス」はマイケル・マクドナルドがケニー・ロギンスと共作した作品で、こちらもビルボードのポップ・シングル・チャートの1位に輝き、第22回グラミー賞最優秀レコード賞、最優秀楽曲賞を受賞した。
ジェフ・バクスターとジョン・ハートマンは本作を最後にグループを脱退。ツアーから離脱はしていたものの前作までは正式メンバーとしてクレジットされていたトム・ジョンストンは、本作制作前に脱退しており、ゲスト・プレイヤーとして1曲のみ参加している。

## 収録曲
Side 1
1. ヒア・トゥ・ラヴ・ユー - Here to Love You （M.マクドナルド） - 3:58
2. ホワット・ア・フール・ビリーヴス - What a Fool Believes （M.マクドナルド、ケニー・ロギンス） - 3:41
3. ミニット・バイ・ミニット - Minute by Minute （M.マクドナルド、レスター・エイブラムス） - 3:26
4. ディペンディン・オン・ユー - Dependin' on You （P.シモンズ、M.マクドナルド） - 3:44
5. 轍を見つめて - Don't Stop to Watch the Wheels （P.シモンズ、J.バクスター、マイケル・エバート） - 3:26

Side 2
1. オープン・ユア・アイズ - Open Your Eyes （M.マクドナルド、L.エイブラムス、パトリック・ヘンダーソン） - 3:18
2. スウィート・フィーリン - Sweet Feelin' （P.シモンズ、テッド・テンプルマン） - 2:41
3. スティーマー・レイン・ブレークダウン - Steamer Lane Breakdown （P.シモンズ） - 3:24
4. ユー・ネヴァー・チェンジ - You Never Change （P.シモンズ） - 3:26
5. ハウ・ドゥ・ザ・フールズ・サーヴァイヴ? - How Do the Fools Survive? （M.マクドナルド、キャロル・ベイヤー・セイガー） - 5:12

## パーソネル
- パトリック・シモンズ - ギター、ボーカル
- ジェフ・バクスター - ギター、スチールギター
- マイケル・マクドナルド - キーボード、シンセサイザー、ボーカル
- タイラン・ポーター - ベース、ボーカル
- ジョン・ハートマン - ドラム
- キース・ヌードセン - ドラム、ボーカル

### ゲスト・プレイヤー
- ボビー・ラカインド - コンガ、ボーカル
- トム・ジョンストン - Don't Stop to Watch the Wheels でボーカル
- ニコレット・ラーソン - Sweet Feelin' and Dependin' on You でボーカル
- ローズマリー・バトラー - Here to Love You and Dependin' on You でボーカル
- ノートン・バッファロー - ハーモニカ
- ハーブ・ペダーソン - バンジョー
- バイロン・バーライン - フィドル
- レスター・エイブラムス - How Do the Fools Survive で電子ピアノ
- ビル・ペイン - What a Fool Believes と Minute by Minute でシンセサイザー (マイケル・マクドナルドと一緒に)
- アンドリュー・ラヴ - サキソフォン
- ベン・コウリー - トランペット
- テッド・テンプルマン - パーカッション

## チャート・アクション
アルバム
| 年   | チャート         | 順位 |
| ---- | ---------------- | ---- |
| 1979 | ポップ・アルバム | 1    |
シングル
| 年   | 曲                               | チャート                 | 順位 |
| ---- | -------------------------------- | ------------------------ | ---- |
| 1979 | ディペンディン・オン・ユー       | ポップ・シングル         | 25   |
| 1979 | ミニット・バイ・ミニット         | ブラック・シングル       | 74   |
| 1979 | ミニット・バイ・ミニット         | ポップ・シングル         | 14   |
| 1979 | ホワット・ア・フール・ビリーヴス | ブラック・シングル       | 72   |
| 1979 | ホワット・ア・フール・ビリーヴス | クラブ・プレイ・シングル | 40   |
| 1979 | ホワット・ア・フール・ビリーヴス | ポップ・シングル         | 1    |